# Tract
Pour les articles homonymes, voir Tract (homonymie) et Flyer.

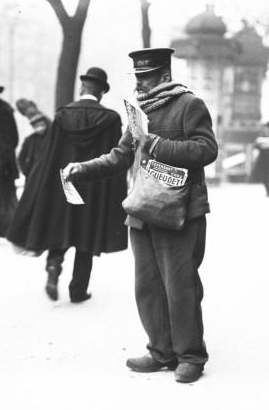
Distributeur de prospectus à Paris, en France, en 1912.

Un tract, prospectus, papillon, flyer, une feuille volante, un pamphlet au Canada francophone ou manifeste en Suisse francophone, est un texte ou une publicité sur support papier qui est distribué de la main à la main dans les espaces publics, en particulier sur les trottoirs, ou directement déposé dans les boîtes aux lettres par des personnes employées à cette tâche ou agissant par militantisme afin de faire passer des idées, de promouvoir un produit ou d'annoncer un événement artistique, culturel ou politique. Lorsque l'objet est purement commercial, on parle plutôt de prospectus.
Le tract a pour but de communiquer un maximum d'informations pertinentes à un maximum de gens présents dans un lieu donné. Le tract peut être « artisanal », dans le cas d'une action directe par exemple, imprimé et rédigé avec les moyens du bord, ou dans le cadre d'une organisation plus importante, imprimé par un professionnel, avec une meilleure qualité, en couleurs et sur un support plus solide.

## Législation
La création et la distribution d'un tract peuvent être soumises, en fonction du droit national, à diverses obligations, restrictions et mentions légales.

### France
Suivant que l'éditeur est un particulier, une entreprise, une association ou un autre organisme, les mentions légales diffèrent. Par exemple, une société doit obligatoirement indiquer son numéro SIREN. L’article 3 de la loi du 29 juillet 1881 sur la liberté de la presse précise que les tracts devront porter l’indication du nom et du domicile de l’imprimeur. Une rumeur très répandue laisse croire qu'il s'agit de la société qui réalise l'impression alors que le terme « imprimeur » se comprend par l'éditeur, la personne (morale ou physique) qui met en place le tract.[réf. souhaitée]
En vertu de l’article L541-10-1 du code de l’environnement, il est obligatoire pour l'éditeur, au choix, d'acquitter une taxe ou d'insérer sur le tract une mention incitant à la collecte ou à la valorisation des déchets. Cette obligation se traduit généralement par la présence d'une mention « Ne pas jeter sur la voie publique ». En France, une écotaxe de 48 euros par tonne de papier doit être payée sur les prospectus publicitaires à Ecofolio, organisme chargé du recyclage des déchets. Cette taxe ne représente cependant que 39 % des dépenses en recyclage, le reste restant à charge des collectivités. Il est estimé que chaque foyer français reçoit en moyenne 40 kg de prospectus par an, pour un coût de 110 millions d'euros selon l'ADEME. D’après l’article 2 alinéa 2 de la loi Toubon no 94-665 du 4 août 1994 et le décret no 95-240 du 3 mars 1995, toute publicité écrite, parlée ou audiovisuelle doit être en langue française. Cette réglementation s’applique donc aux tracts publicitaires. Cependant, l’utilisation de termes étrangers est permise si ces termes sont traduits en français de façon lisible, audible ou intelligible.
La distribution de tracts peut se faire de différentes manières (distribution dans la rue, à la sortie des bouches de métro, sur des salons, directement dans les commerces, sur les véhicules, etc.) mais doit respecter les arrêtés municipaux en vigueur et les règlements de la commune en la matière. La distribution peut impliquer une autorisation préalable de la mairie,.
Contrairement à une idée souvent répandue, les tracts électoraux comportant les couleurs, bleu, blanc, rouge, ne sont pas interdits. Seules les affiches et circulaires le sont. Une jurisprudence du Conseil d'État du 10 avril 2009 indique que « cette interdiction, qui n'est prévue que pour les affiches et circulaires, ne trouve pas à s'appliquer aux tracts ».

## Histoire
Sous l'Ancien Régime, les informations circulent sous la forme de libelles, pamphlets, placards, canards et affiches. Ces documents se composent souvent de plusieurs pages, d'une dizaine à une cinquantaine. Tout indique que la publicité par tract s'épanouit vraiment à partir des années 1670-1680. En revanche, le tract contemporain gagne en légèreté et le message est délivré sur une page ou deux, quand il ne se réduit pas à un simple slogan imprimé sur le recto d'une feuille volante. Dans un souci d'efficacité et pour créer un « buzz », le support des messages se renouvelle en permanence. Si le tee-shirt et la casquette sont désormais des supports classiques de communication, le message s'inscrit sur des supports de plus en plus originaux à l'exemple de tongs, qui, distribuées et utilisées sur la plage, impriment à chaque pas sur le sable un acronyme de parti politique ou le logotype d'une marque.

## Typologie

### En politique

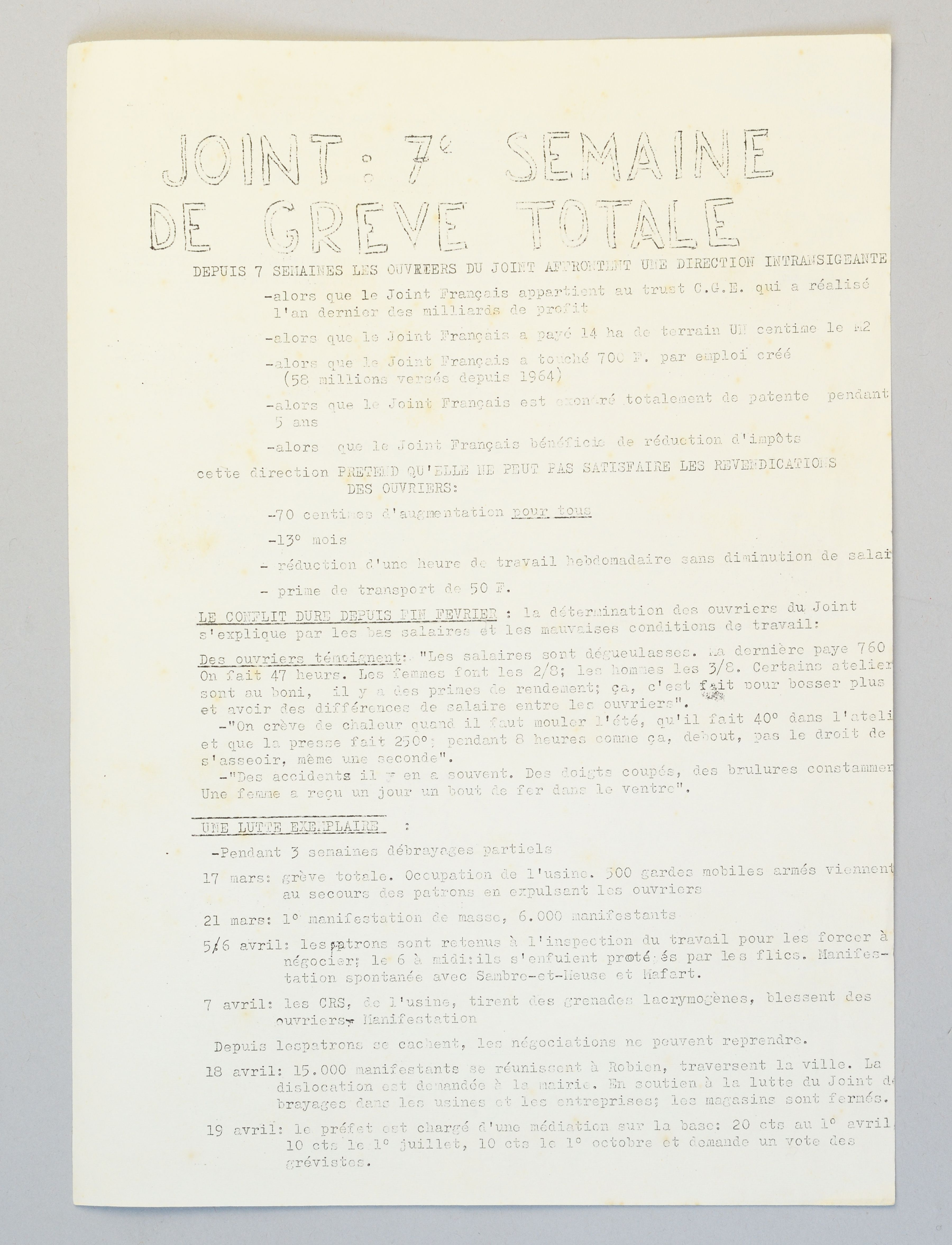
Tract ronéoté lors de la grève du Joint français - 7e semaine de grève totale - recto, 1972

Les tracts politiques fournissent une illustration vivante des mouvements d'opinion publique pour l'historien des mentalités pour qui ils constituent des sources primaires importantes. Ils sont très spontanés dans leur contenu et inventifs dans leur forme. En raison de leur mode de production, ils échappent à la censure de l'édition officielle et au dépôt légal, d'où la difficulté des historiens à les retrouver. Mais les historiens restent vigilants quant à leur interprétation, dans la mesure où le tract est toujours publié à des fins de propagande pour influencer le cours des événements,.

### Dans le monde de la nuit
Dans le milieu des fêtes techno, des boîtes de nuit et des concerts, le tract est souvent le principal vecteur de communication. Il apparaît à la fin des années 1980 avec les premières soirées électroniques. Il a le plus souvent un format carte postale de 10 × 15 cm. Il est parfois verni, dans certains cas en « vernis sélectif » ou « vernis sélectif pailleté ». Certains tracts de soirées techno deviennent collector et sont revendus sur les sites de vente en ligne.

### Tract publicitaire
Le tract publicitaire (de plus en plus souvent désigné par l'anglicisme flyer) est très courant dans le commerce. L’appellation de « tract publicitaire » est un terme générique utilisé pour désigner un feuillet volant imprimé destiné à faire la promotion d’une activité, d’un nouveau produit, d’une offre commerciale, d’une ouverture de magasin et autres. Plus globalement, le tract publicitaire sert à mettre en valeur les qualités d'un produit, d'un appareil ou d'un service à des fins publicitaires.
Les petites entreprises (TPE, PME), les commerçants (restaurants, magasins, centres esthétique, centres de sport, etc.) ou encore les acteurs du monde culturel (salles de concerts, associations, musées, discothèques, etc.) optent souvent pour ce type de communication en raison de sa simplicité.
La conception d’un tract publicitaire doit prendre en compte différentes choses, par exemple :
- Déterminer la cible ;
- Attirer l’attention du lecteur ;
- Ne pas négliger le graphisme et la typographie ;
- Choisir une bonne accroche ;
- Prioriser des informations ;
- Choisir le bon format ;
- Tenir compte des mentions légales en particulier et des règles de droit en général (droit à l'image, d'auteur concernant les images, photos, logos et typographies utilisés, etc.).

## Collections
- Institut d'histoire du syndicalisme (Sorbonne)
- Bibliothèque nationale de France, Département Philosophie/Histoire/Sciences de l'Homme
- Institut pédagogique national
- Bibliothèque de documentation internationale contemporaine
- Magopinaciophilie (tracts de marabouts)